# Krzysztof Niszczycki
Krzysztof Niszczycki herbu Prawdzic (ur. ok. 1540, zm. w 1617 przed 20 maja) – wojewoda bełski od 1615, kasztelan raciąski po 1606, od 1576 starosta ciechanowski i starosta przasnyski, prawnik, kalwinista.

## Życiorys
Syn wojewody płockiego Stanisława z Radzanowa herbu Prawdzic i Agnieszki z Sienieńskich z Sienna herbu Dębno. Krzysztof Niszczycki był czterokrotnie żonaty. Z pierwszą nieznaną z imienia i nazwiska żoną miał trzech synów: Jana, Andrzeja i Stefana oraz córkę Elżbietę, która wyszła za mąż za Jana Bardzkiego. Z drugą żoną Katarzyną Kucieńską z Kutna herbu Ogończyk nie miał dzieci. Trzecia żona Katarzyna Kossobudzka z Kossobud herbu Pobóg dała mu synów Piotra (późniejszego starostę ciechanowskiego, działacza kalwińskiego i uczestnika rokoszu sandomierskiego) i Zygmunta. Zmarła przed 1584. Z czwartą żoną N. Dembowską, córką chorążego łęczyckiego Andrzeja, miał syna Pawła. Wnukiem Krzysztofa Niszczyckiego był Krzysztof Karol Niszczycki, królewski sekretarz, archidiakon płocki i kanonik gnieźnieński, teolog i prawnik. 
Możliwe, że uczył się w kalwińskim gimnazjum. W młodości przebywał na dworze Zygmunta Augusta, w 1557 notowano go jako pokojowca królewskiego. Potem gospodarował na dziedzicznych dobrach na Mazowszu i w województwie bełskim (w 1575 w majątku z centrum w Uhnowie wraz z bratem Piotrem). Podczas pierwszego bezkrólewia uczestniczył w zjeździe szlachty województwa bełskiego 21 lipca 1572, podpisał też uchwaloną na zjeździe konstytucję. Podczas drugiej elekcji opowiedział się za Stefanem Batorym. Był posłem z ziemi ciechanowskiej, m.in. sejm koronacyjny 1576. 2 maja 1576 został mianowany starostą przasnyskim, a 6 listopada 1576 ciechanowskim. Latem 1578 w Wyszogrodzie napadł na wojewodę mazowieckiego Stanisława Kryskiego, zarzucając mu stopedowanie nadania kolejnego starostwa – łomżyńskiego. 
Latem 1577 stał na czele prywatnego pieszego pocztu oblegającego latarnię w Gdańsku. Jako doświadczny rotmistrz zaciężnej jazdy husarskiej dowodził 150 jeźdźcami w wojnie inflanckiej. Gdy 30 sierpnia 1579 załoga Połocka kapitulowała, był jednym z kilku komisarzy królewskich, którzy przejęli zamek. Na początku października hetman wielki koronny Mikołaj Mielecki mianował Niszczyckiego dowódcą jednego z trzech pułków jazdy koronnej przeznaczonego do obrony pogranicza Wielkiego Księstwa Litewskiego. Później dołączył jako straż tylna do wojska dowodzonego przez Janusza Zbaraskiego, wojewodę bracławskiego. Zimą na przełomie 1580 i 1581 strzegł linii Dniepru między Orszą a Mohylewem. Na przełomie czerwca i lipca 1581 odparł atak moskiewski na górne Naddniestrze. Dotem dołączył do wojsk królewskich w Zawołoczu, skąd powędrował do Worońca, gdzie mianowano go dowódcą straży przedniej. Pod nieobecność hetmana nadwornego koronnego Jana Zborowskiego dowodził nadwornym wojskiem liczącym prawie 1,5 tysiąca ludzi. Brał udział w oblężeniu i blokadzie Pskowa. Służbę wojskową zakończył wiosną 1582, po podpisaniu rozejmu w Jamie Zapolskim. 
Piętnowany przez hierarchów Kościoła rzymskokatolickiego za wyznawanie kalwinizmu, skupił się na działalności gospodarczej. Inwestował w wykorzystanie zachodniej części Zagajnicy. Zakładał kuźnice żelaza i zajmował się rozwijaniem bartnictwa. Działalność gospodarcza Niszczyckiego doprowadziła jednak do konfliktu z poddanymi. W 1580 uzyskał dożywocie na starostwo ciechanowskie. 
Był posłem z województwa płockiego na konwokację 1587. W czasie elekcji 1587 głosował najpierw na Piasta, potem na Zygmunta Wazę. W sierpniu 1587 był w gronie witających szwedzkiego królewicza na Pomorzu. Podpisał pacta conventa Zygmunta III Wazy w 1587. Jesienią 1587 zabezpieczał przejazd elekta do Krakowa. W nagrodę w 1589 otrzymał dożywocie na starostwo przasnyskie wraz z żoną Katarzyną Kucińską i zgodę na przekazanie starostwa ciechanowskiego synowi Piotrowi. W 1597 i 1605 reprezentował szlachtę mazowiecką na sejmach. Po 1606 został kasztelanem raciąskim. W 1613 zmienił kasztelanię raciąską na bełską. 

## Twórczość
Dokonał kodyfikacji zwyczajów i praw bartników. Spisał je w 94 artykułach pt. Prawo bartne, bartnikom należące, którzy według niego sprawować się i sądzić mają, jako się niżej opisze. Data kodyfikacji (1559) podana przez K.W. Wójcickiego w wydaniu Prawa z 1843 – najprawdopodobniej jest błędna. Prawo zostało spisane prawdopodobnie w 1589. Prawem tym posługiwali się bartnicy z Puszczy Zielonej (Kurpiowskiej) do upadku I Rzeczypospolitej.

### Ważniejsze dzieła
- Prawo bartne..., 1559, wyd. następne 1730; wyd. K.W. Wójcicki Biblioteka starożytnych pisarzy polskich, t. 4, Warszawa 1843; także wyd. 2 Warszawa 1854.